# Gorreto
Gorreto (Goreio in ligure, O Gorrëio in dialetto bobbiese) è un comune italiano di 90 abitanti della città metropolitana di Genova in Liguria, al confine tra il Piemonte (provincia di Alessandria) e l'Emilia-Romagna con la provincia di Piacenza.

## Geografia fisica

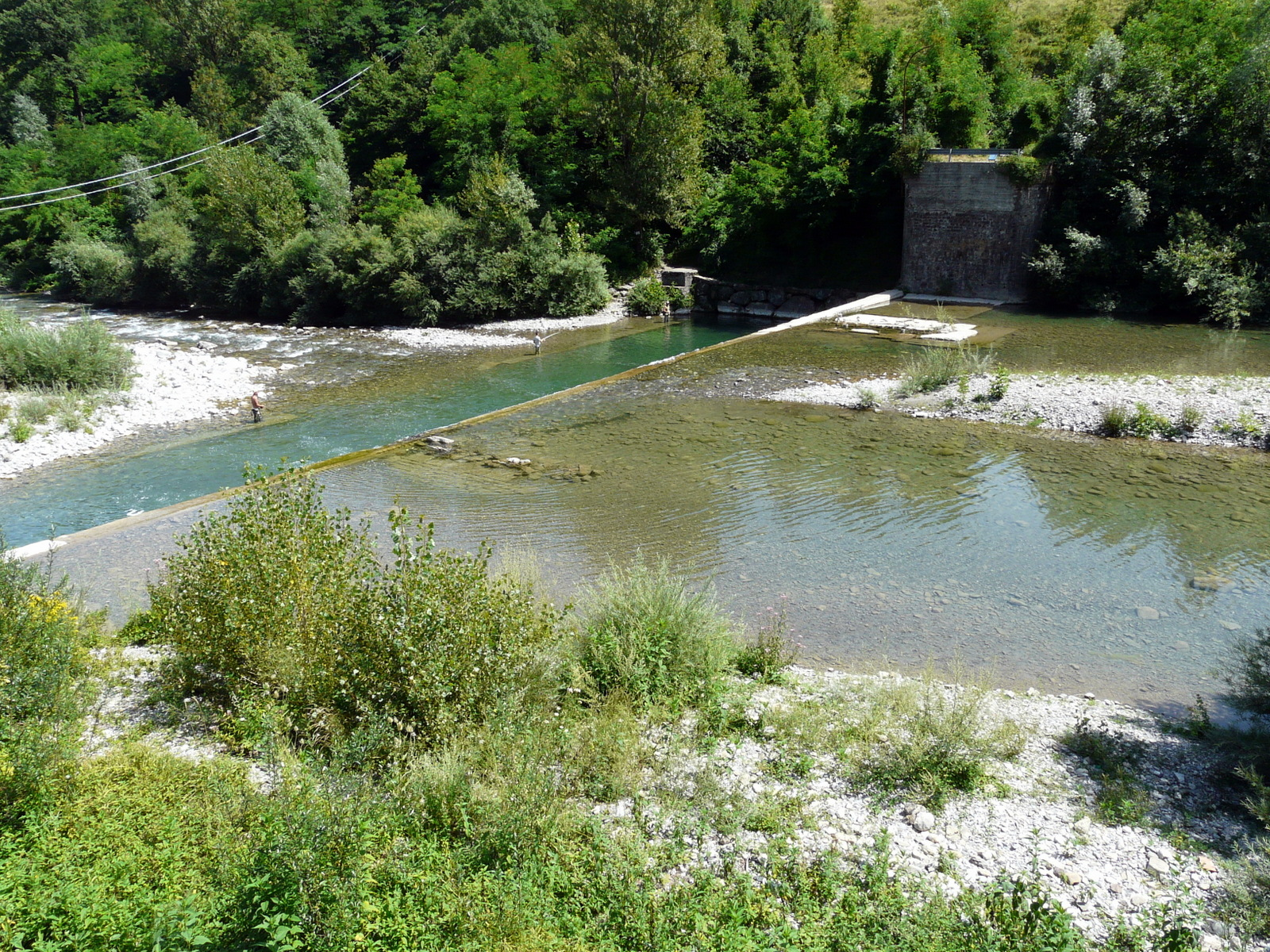
Il fiume Trebbia presso l'abitato gorretese

Il territorio comunale è ubicato alla confluenza del torrente Dorbera e del fiume Trebbia nell'alta valle omonima. La numerosa presenza di arbusti della famiglia dei salici, soprattutto lungo il fiume, pare abbia dato origine al toponimo "Gorre".
Il paesaggio della val Trebbia e del territorio comunale è coltivato fino alle altitudini in cui i boschi ricoprono fittamente le pendici dei monti. Il fiume Trebbia scorre attraverso la valle con numerosi meandri. Ad arricchire la acque della Trebbia concorre soprattutto l'affluente Aveto, lungo il suo corso, che attira ogni estate numerosi bagnanti, è possibile praticare canoa, nuoto, pesca e altri sport.
Tra le vette del territorio il monte Carmine (1390 m), il monte Pecoraia (1384 m), il monte della Cavalla (1328 m).
Il territorio fa parte del Parco naturale regionale dell'Antola.

## Storia

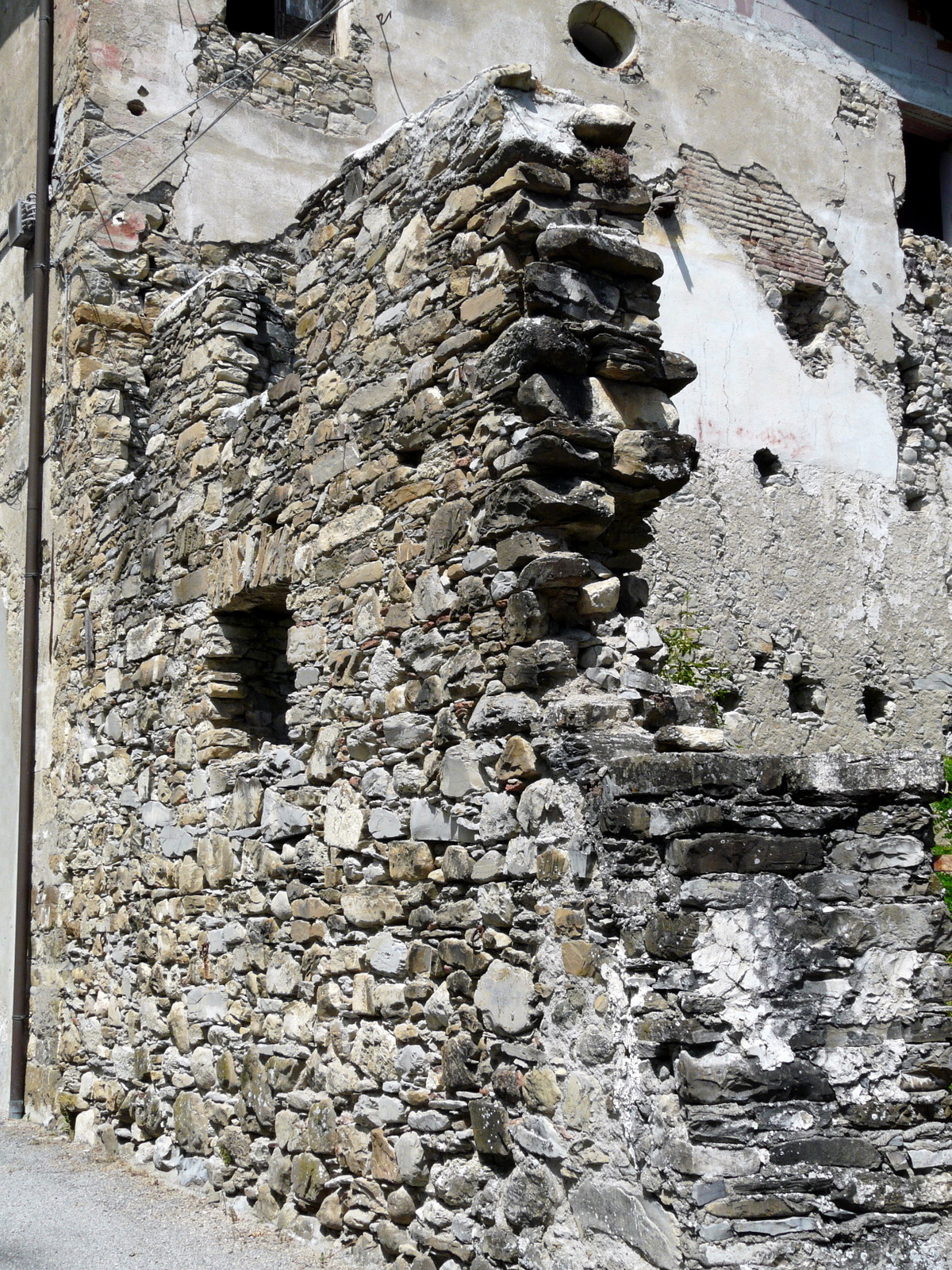
Resti delle antiche mura presso l'abitato gorretese, menzionate dal cartografo Matteo Vinzoni nel Settecento.

Le origini del comune risalgono al XIII secolo quando il paese fu posto sotto il controllo del feudo di Ottone, appartenente fin dall'epoca longobarda all'abbazia di San Colombano di Bobbio, oggi in provincia di Piacenza.
In seguito divenne dominio della famiglia Malaspina che qui vi costruì un castello e le relative fortificazioni nella zona di confluenza dei torrenti Dorbera e Terenzone.
Dal 1640 fu dal signore locale di Ottone, Morello Malaspina, ceduto alla famiglia genovese Centurione, nella persona di Luigi Centurione, che vi edificò il loro palazzo nella piazza principale di Gorreto.
Come le altre grandi famiglie genovesi (Fieschi e Doria), anche i Centurione Scotto investirono parte dei loro immensi patrimoni nell'acquisto di alcuni feudi malaspiniani in val Trebbia. Questo gli permise di assurgere allo status di feudatari del Sacro Romano Impero e di investire i loro capitali in terre. Barnaba Centurione Scotto nel 1589 acquistò alcune parti delle signorie di Fontanarossa e di Bertassi tramite un acquisto dai fratelli Marrana che a loro volta l’avevano acquistate dai Malaspina di Alpe e Artana. Nel 1592 Barnaba ricevette l'investitura imperiale da Rodolfo II d'Asburgo su tali feudi. Di seguito, il successore Luigi (1597-59) acquistò da Claudio Malaspina le sue quote sulle terre in Bertassi, Bertone, Bottolaria, Barchi e Roccavanna ed anch'egli ricevette l'investitura imperiale nel 1621; nel 1619 completò l'acquisto del feudo di Alpe, fino ad acquistare vaste terre da altri membri dei Malaspina, almeno fino al 1638 con i feudi di Campi (1634) e di Gorreto, ricevendone l'investitura imperiale nel 1639 come marchese di Campi e signore di Gorreto. Con la sua morte nel 1653, i figli Barnaba e Carlo si suddivisero i possedimenti paterni col patto che il primogenito Barnaba ripartisse l'eredità in due parti e il minore Carlo avesse la facoltà di scegliere una delle parti. A Barnaba perciò spettò il marchesato di Morbello nel Monferrato, Fontanarossa, Bertassi e Campo Molino che lascerà in dote alla figlia Giovanna (1657) andata sposa a Gerolamo IV Spinola Pallavicino, marchese di Cremonte e Cabella, seguendone le sorti familiari fino alla vendita del 1784 ai Doria. Il fratello minore Carlo ereditò invece i possessi e titoli di marchese di Torre e Campi, consignore del marchesato di Zerba e Cerreto, signore del Gorreto, marchese di Morsasco, Visone, Campi e della signoria del Gorreto. Il 21 aprile 1654 Carlo fu elevato a conte palatino e principe del Sacro Romano Impero con diritto di aprire una zecca a Campi. Il feudo venne amministrato da un suo commissario. Alla sua morte successe il figlio Giovan Battista che proseguì l'opera edificatoria del padre del borgo del Gorreto, finendo il bel palazzo marchionale, la chiesa di Santa Caterina da Siena, case ed opifici per i sudditi, recinzione del borgo con un muro difensivo. Ben presto acquistò i diritti per aprire nuove zecche nel feudo come quella a Carmagnola nel 1680 ed aprì magazzini e depositi per il commercio della via del sale che da Genova risaliva la vallata del fiume Trebbia per portarlo nel Piacentino ed in Lombardia, in concorrenza con quello di Bobbio e del delta del Po di Volano. Ricevette infine le investiture imperiali dei suoi feudi nel 1710 e nel 1714. A lui successero il figlio Giovan Battista II (1706-85) e Giovan Battista III (-1797) che eresse a Gorreto la nuova chiesa (1786).
Con la nuova dominazione francese napoleonica Gorreto dal 2 dicembre 1797 rientrò nel dipartimento dei Monti Liguri Orientali, con capoluogo Ottone, all'interno della Repubblica Ligure. Dal 28 aprile del 1798 con i nuovi ordinamenti francesi, divenne capoluogo del III cantone della giurisdizione dei Monti Liguri Orientali e dal 1803 centro principale del IV cantone della Trebbia nella giurisdizione dell'Entella. Nel 1804 alla municipalità di Gorreto furono aggregate le municipalità di Alpe e Fontanarossa, entrambe costituite nel 1797.
Annesso al Primo Impero francese dal 13 giugno 1805 al 1814 venne inserito nel dipartimento di Genova. Nel 1815 fu inglobato nel Regno di Sardegna così come stabilì il Congresso di Vienna del 1814.
Il 7 febbraio del 1819 passò sotto il controllo del mandamento di Ottone nell'allora provincia di Bobbio (oggi entrambi i comuni sono in provincia di Piacenza), e dal 1859 nel circondario di Bobbio della provincia di Pavia.
Il 17 luglio del 1908 si verificò un violento nubifragio con una piena straordinaria della Trebbia che devastò case e campagne soprattutto nel territorio del mandamento bobbiese di Ottone e fra i confini delle provincie di Genova e Pavia, con gravi danni nell'abitato di Gorreto, dove la violenza del temporale e la piena distrussero la strada nazionale ed il ponte creando una diga contro il ponte in pietra a monte dell'abitato che causò un'ondata di piena che si riverso nel paese inondando case, negozi, cantine e stalle, distruggendo e asportando masserizie, merci, botti ed uccidendo alcuni capi di bestiame che non si riuscì a portare in salvo; ampie distruzioni nelle campagne con la perdita di gran parte dei raccolti e piante divelte e sradicate dalla corrente. La piena distrusse cinque ponti lungo la statale 45 interrompendo le comunicazioni stradali fra Ottone e Torriglia, e la linea telegrafica fra Bobbio e Genova; danni ed allagamenti vi furono anche nel piacentino a Rivergaro e a Sant'Antonio a Trebbia nei pressi di Piacenza. Distruzioni imponenti e danni più ingenti si verificarono, invece, con l'alluvione che colpì la val Trebbia il 19 settembre 1953: l'onda di piena della Trebbia distrusse la strada e sommerse i piani bassi del paese, in alcuni punti l'acqua arrivò ad un'altezza di cinque metri.
Successivamente il regio decreto n° 1726 datato 8 luglio 1923, firmato dal re Vittorio Emanuele III di Savoia, stabilì il passaggio all'allora provincia di Genova.
Dal 1973 al 31 dicembre 2008 ha fatto parte della Comunità montana Alta Val Trebbia e, con le nuove disposizioni della Legge Regionale n° 24 del 4 luglio 2008, ha fatto parte fino al 2011 della Comunità montana delle Alte Valli Trebbia e Bisagno.
Dal 2014 al 2024 ha fatto parte dell'Unione dei comuni montani dell'Alta Val Trebbia.

## Monumenti e luoghi d'interesse

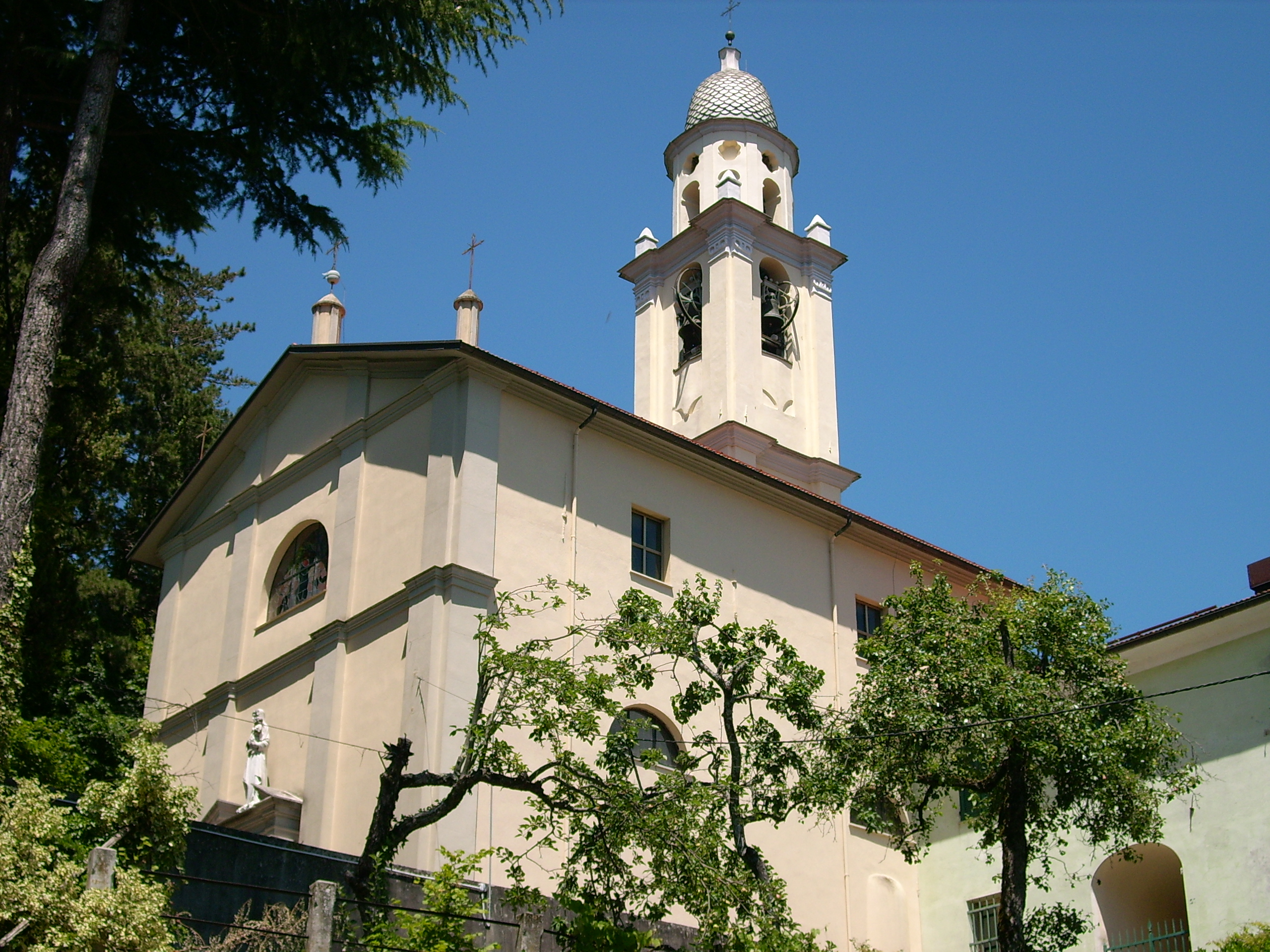
La chiesa di Santa Caterina da Siena presso il borgo di Gorreto

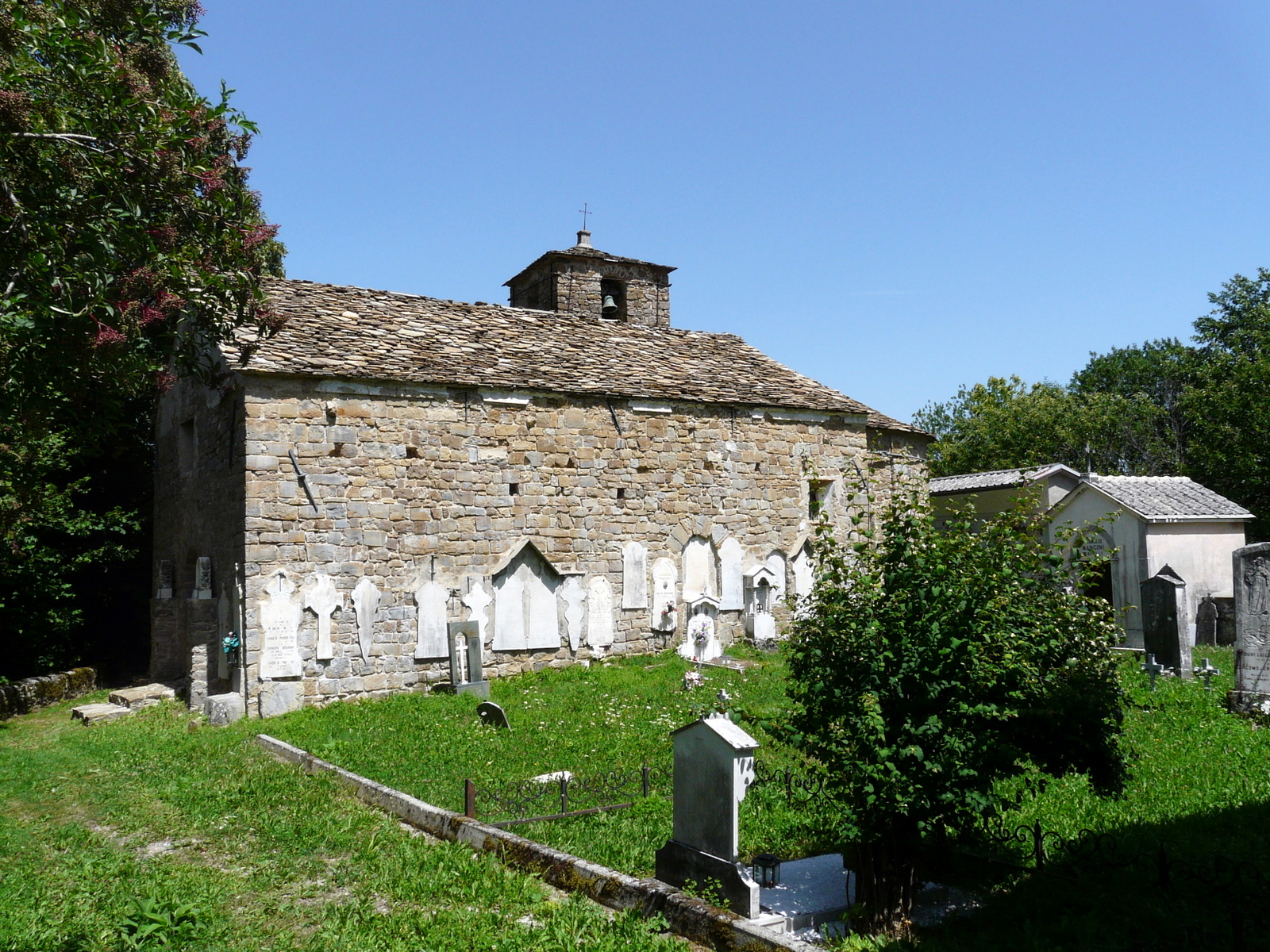
La chiesa di Santo Stefano all'interno del cimitero della frazione di Fontanarossa

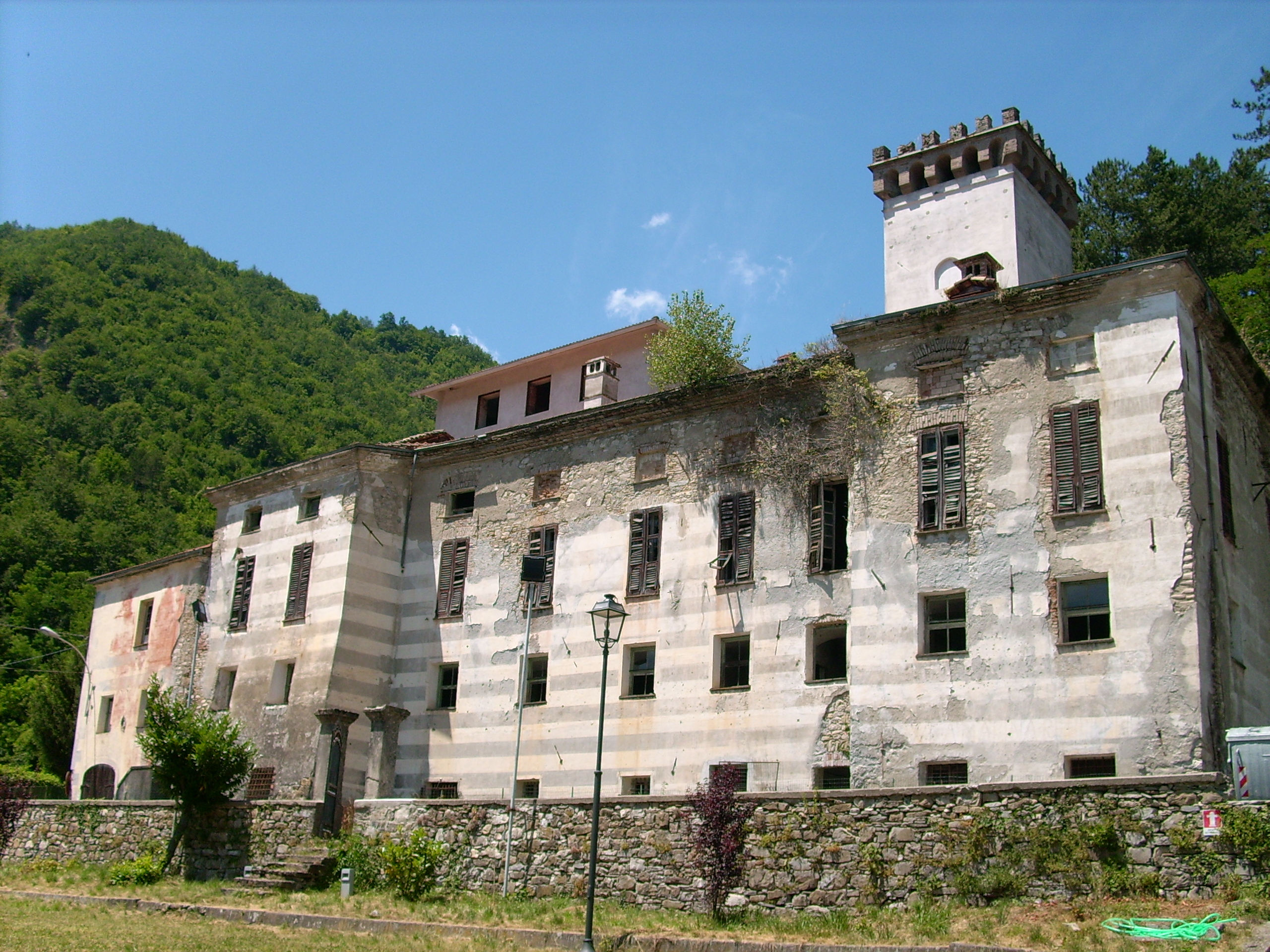
Il palazzo Centurione a Gorreto

### Architetture religiose
Le parrocchie dipendono dal vicariato di Bobbio, Alta Val Trebbia, Aveto e Oltre Penice della diocesi di Piacenza-Bobbio.
- Chiesa parrocchiale di Santa Caterina nel capoluogo di Gorreto. Considerata dalla famiglia Centurione la loro "santa protettrice", i due principi Luigi e Carlo Centurione vollero dedicare a santa Caterina nel 1641 la nuova chiesa e parrocchia di Gorreto. Ad unica navata, conserva l'altorilievo sull'altare maggiore ritraente Santa Caterina che riceve la confessione dal beato Raimondo da Capua.
- Chiesa parrocchiale di San Siro nella frazione di Alpe, edificata nel corso del XVIII secolo; la parrocchia venne istituita nel 1880. Internamente gli affreschi sono opera di Ugo Lagasi di Bedonia.
- Oratorio di Nostra Signora della Guardia nella frazione di Borgo, alle dipendenze della parrocchia di Fontanarossa.
- Oratorio di Nostra Signora dei Miracoli nella frazione di Bosco, alle dipendenze della parrocchia di Fontanarossa.
- Oratorio di Nostra Signora Ausiliatrice nella frazione di Campomolino, alle dipendenze della parrocchiale di Gorreto.
- Chiesa parrocchiale della Beata Vergine Addolorata nella frazione di Fontanarossa. Risalente tra la fine del XVII secolo e l'inizio del XVIII secolo e molto probabilmente edificata per volere degli stessi feudatari Doria.
- Chiesa romanica di Santo Stefano al cimitero, nella frazione di Fontanarossa. Conosciuta come "la saracena" sorse, secondo alcuni studi[13], nel periodo medievale durante l'infeudamento della famiglia Malaspina.
- Oratorio di Santa Maria Assunta nella frazione di Pissino, alle dipendenze della parrocchiale di Gorreto.
- Oratorio di Nostra Signora del Suffragio nella frazione di Varni, alle dipendenze della parrocchia di Alpe.

### Architetture militari
- Ruderi del castello eretto dalla famiglia Malaspina nel XIII secolo.

### Architetture civili
- Palazzo Centurione nel capoluogo, edificato nel corso del XVII secolo dalla famiglia Centurione di Genova. Dopo essere stato un importante centro giudiziario, prima, e commerciale dopo, l'edificio si presenta oggi in forte stato di degrado.
- Torre di Gorreto nel capoluogo, torre di avvistamento posta sul colle immediatamente alle spalle del palazzo Centurione-Tornelli. Costruita dai Centurione nel XVII secolo, sui resti dell'antico castello dei Malaspina di cui oggi rimangono poche tracce; ben visibile ed intatta fino alla fine degli anni cinquanta oggi versa in condizioni di abbandono completamente avvolta dalla vegetazione ed a rischio di crollo[14].
- Antichi trogoli ad arco, con fontana e vasche, situati nella frazione di Alpe.
- Fortezza (o casa-fortezza) dei Doria, antico palazzo situato nella frazione di Fontanarossa[15].
- Antico mulino di Fontanarossa, situato fra il paese e l'antica strada che porta alla frazione di Alpe, ha funzionato ininterrottamente fino al 1957.

## Società

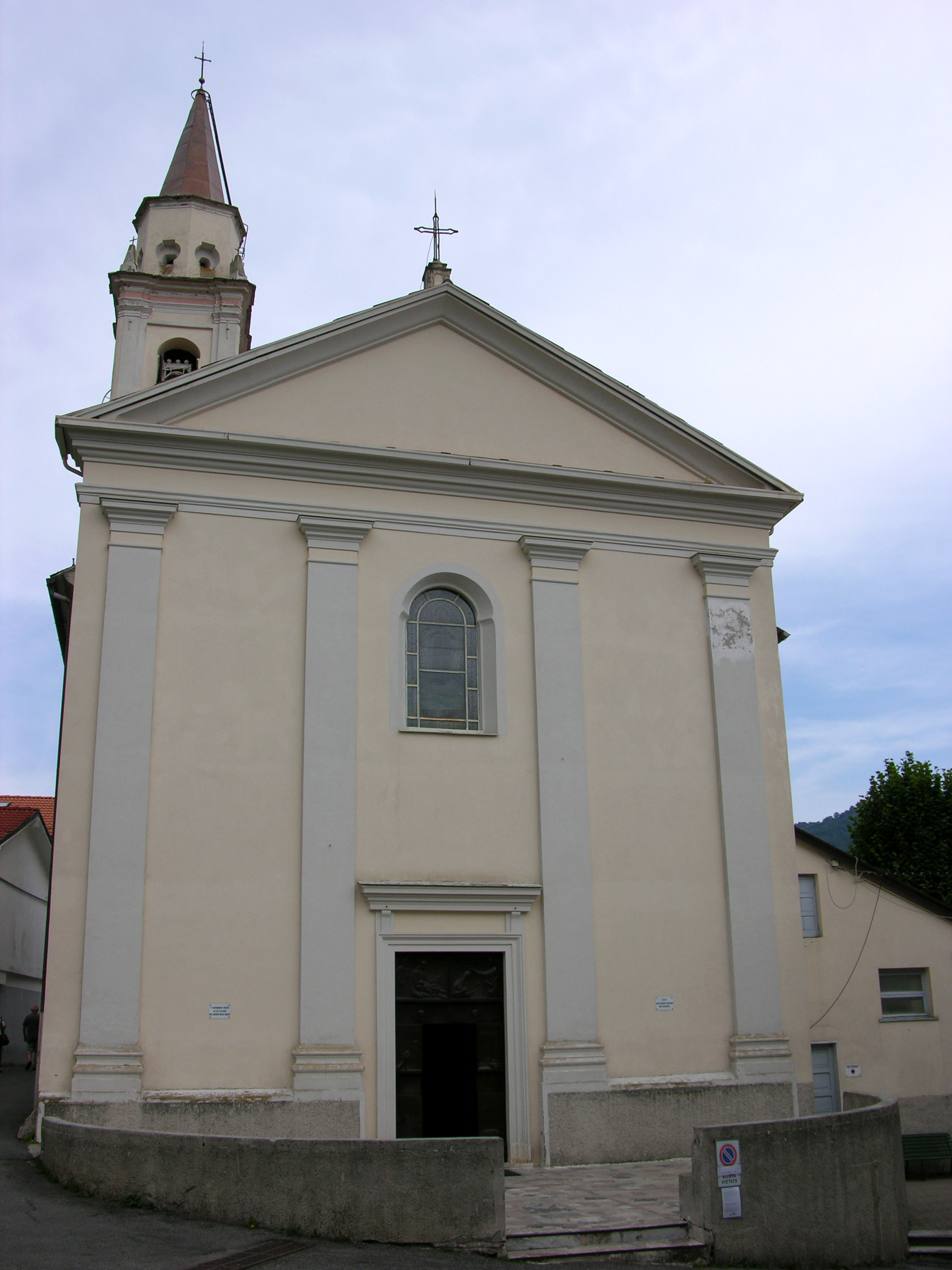
La chiesa parrocchiale della Beata Vergine Addolorata nella frazione di Fontanarossa

### Evoluzione demografica
Abitanti censiti

Nel 2007 si è registrata nel piccolo comune la prima nascita - quella di un maschietto - a distanza di cinquantaquattro anni dalla precedente. Nel marzo del 2015 Gorreto ha raggiunto il record di paese più vecchio d'Europa.

### Etnie e minoranze straniere
Secondo i dati Istat al 31 dicembre 2022, i cittadini stranieri residenti a Gorreto sono 4.

## Cultura

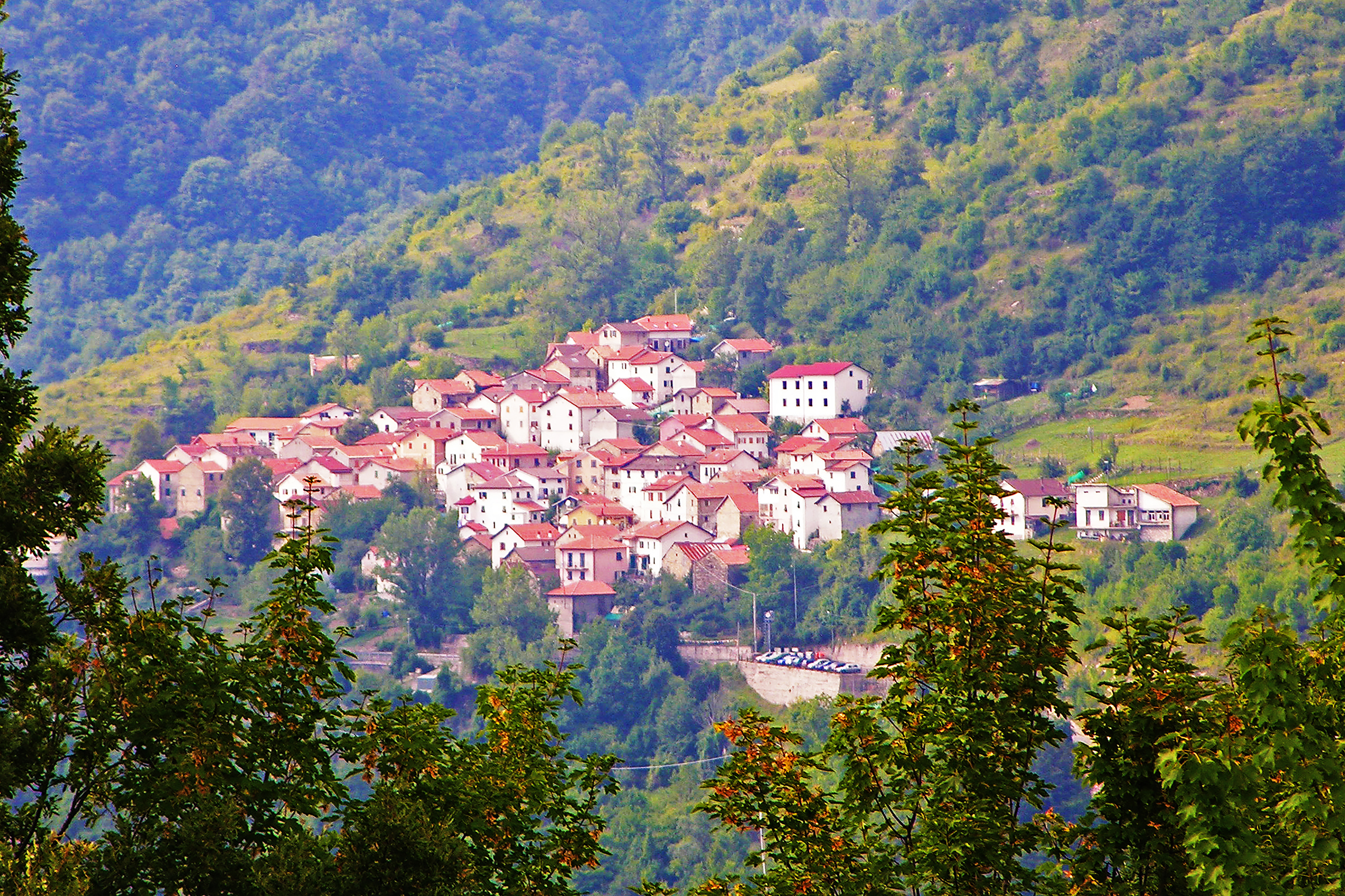
Vista da Fontanarossa della frazione di Alpe

Questo paese fa parte del territorio culturalmente omogeneo delle Quattro province (Alessandria, Genova, Pavia, Piacenza), caratterizzato da usi e costumi comuni e da un importante repertorio di musiche e balli molto antichi. Strumento principe di questa zona è il piffero appenninico che accompagnato dalla fisarmonica, e un tempo dalla müsa (cornamusa appenninica), guida le danze e anima le feste.

## Geografia antropica
Il territorio comunale è costituito, oltre il capoluogo, dalle sette frazioni di Alpe, Borgo, Bosco, Canneto, Fontanarossa, Pissino, Varni per un totale di 18,88 km2.
Confina a nord con il comune di Ottone (PC), a sud e sud-est con Fascia e Rovegno, ad ovest con Carrega Ligure (AL) e ad est con Rovegno.

## Economia

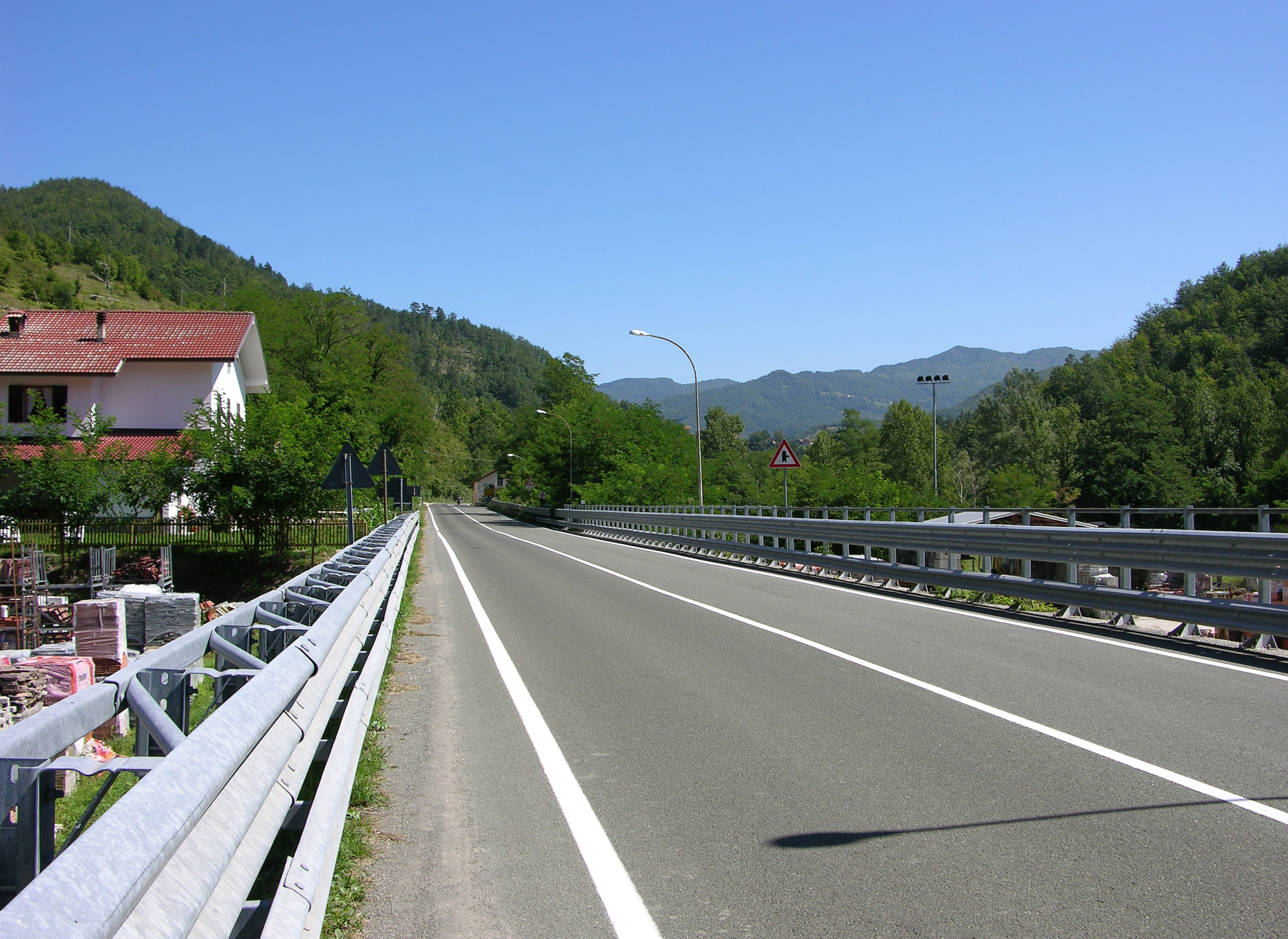
La strada statale 45 di Val Trebbia presso Gorreto, in direzione nord.

L'economia del comune si basa principalmente sull'attività agricola.

## Infrastrutture e trasporti

### Strade
Il centro di Gorreto è attraversato principalmente dalla strada statale 45 di Val Trebbia che gli permette il collegamento stradale con Rovegno, a sud, e il comune piacentino di Ottone a nord.

### Mobilità urbana
I trasporti interurbani di Gorreto vengono svolti con autoservizi di linea gestiti da AMT.

## Amministrazione

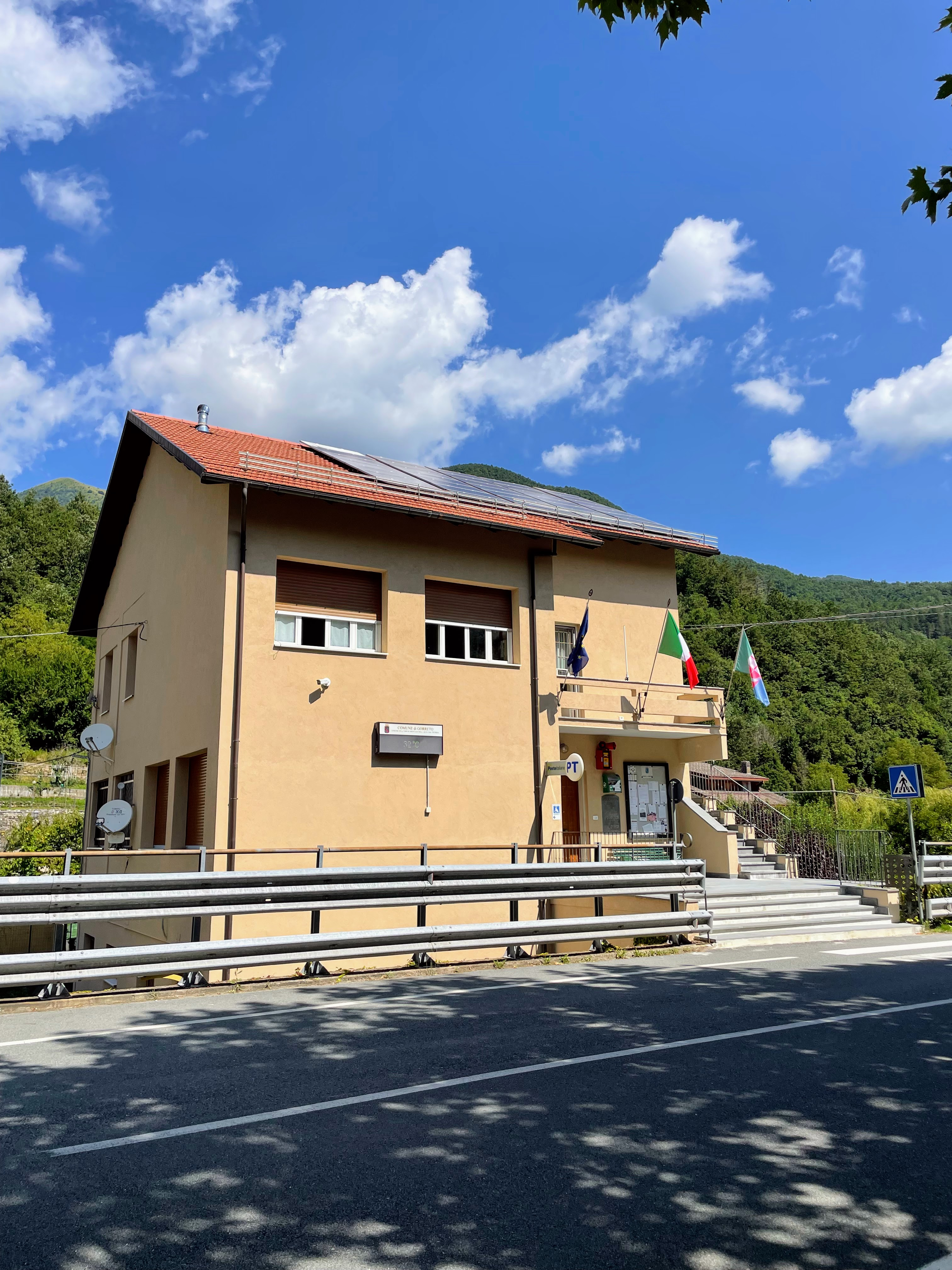
Il municipio

| Periodo           | Periodo           | Primo cittadino           | Partito                                                | Carica      | Note   |
| ----------------- | ----------------- | ------------------------- | ------------------------------------------------------ | ----------- | ------ |
| 25 luglio 1985    | 30 settembre 1989 | Andrea Mangini            | DC                                                     | Sindaco     | [ 21 ] |
| 30 settembre 1989 | 26 maggio 1990    | Giorgio Montignani        | DC                                                     | Sindaco     |        |
| 10 luglio 1990    | 24 aprile 1995    | Giorgio Montignani        | DC                                                     | Sindaco     |        |
| 24 aprile 1995    | 14 giugno 1999    | Giorgio Montignani        | lista civica di centro                                 | Sindaco     |        |
| 14 giugno 1999    | 14 giugno 2004    | Giorgio Montignani        | Sviluppo per Gorreto (lista civica di centro-sinistra) | Sindaco     |        |
| 14 giugno 2004    | 30 marzo 2008     | Luciano Antonio Bombace   | Sviluppo per Gorreto (lista civica di centro-sinistra) | Sindaco     | [ 21 ] |
| 30 marzo 2008     | 8 giugno 2009     | Giorgio Montignani        | Sviluppo per Gorreto (lista civica di centro-sinistra) | Vicesindaco | [ 22 ] |
| 8 giugno 2009     | 26 maggio 2014    | Sergio Gian Carlo Capelli | Gorreto si rinnova (lista civica di centro-destra)     | Sindaco     |        |
| 26 maggio 2014    | 10 giugno 2024    | Sergio Gian Carlo Capelli | Gorreto si rinnova (lista civica di centro-destra)     | Sindaco     |        |
| 10 giugno 2024    | in carica         | Paolo Saredi              | Gorreto si rinnova (lista civica di centro-destra)     | Sindaco     |        |